# Chrysomus
Chrysomus är ett litet fågelsläkte i familjen trupialer inom ordningen tättingar. Släktet omfattar endast två arter som förekommer i Sydamerika öster om Anderna söderut till norra Argentina:
- Kastanjekronad trupial (C. ruficapillus)
- Gulhuvad trupial (C. icterocephalus)

Tidigare inkluderas även de tre arterna i släktet Agelasticus i Chrysomus.